# Константін Поповічі
Константін Поповічі (2 жовтня 1988) — румунський стрибун у воду.
Учасник Олімпійських Ігор 2008 року.